# Insecticida
Un insecticida es un compuesto químico utilizado para matar insectos. El origen etimológico de la palabra insecticida deriva del latín y significa literalmente matar insectos. Es un tipo de biocida. 
Los insecticidas tienen importancia para el control de plagas de insectos en la agricultura o para eliminar todos aquellos que afectan la salud humana y animal. Se afirma que los insecticidas son un factor importante detrás del aumento de la productividad agrícola del siglo XX. Casi todos los insecticidas tienen el potencial de alterar significativamente los ecosistemas; muchos son tóxicos para humanos y/o animales; algunos se concentran a medida que se esparcen a lo largo de la cadena alimentaria.
Los ácaros son artrópodos y pueden ser inmunes a algunos insecticidas (se eliminan con productos específico, los acaricidas). Los insecticidas pueden ser repelentes o no repelentes. Los insectos sociales como las hormigas no pueden detectar los no repelentes y se arrastran fácilmente a través de ellos. Cuando regresan al nido, se llevan insecticida y se lo transfieren a sus compañeros de nido. Con el tiempo, esto elimina a todas las hormigas, incluida la reina. Esto es más lento que algunos otros métodos, pero por lo general erradica por completo la colonia de hormigas.
En el lenguaje cotidiano este término se utiliza para referirse a los productos que tienen la propiedad de matar insectos y de una forma restringida a las suspensiones en botes de aerosol, o como una crema para aplicación.

## Historia y origen
Ya en la época helenística se describe el uso de diferentes productos para ahuyentar las moscas y las momias eran tratadas con diferentes esencias para protegerlas de la acción de sus cuerpos. Tomaban cenizas y las combinaban con grasa de cerdo para repeler a estos insectos.
El desarrollo de la botánica y los descubrimientos de nuevas plantas para su utilización industrial y productiva en los siglos XVII y XVIII, llevó el descubrimiento de propiedades insecticidas en esencias vegetales como el tabaco y el piretro.
No fue hasta el siglo XX con el desarrollo exponencial de la industria de síntesis química cuando se comienzan a producir y diseñar productos insecticidas de síntesis o sintéticos.
A partir del tercer tercio del siglo XX y comienzos del siglo XXI y debido a los problemas de toxicidad inespecíficos de los insecticidas sintéticos se comienzan a desarrollar productos menos tóxicos y más específicos.

### Principales familias de insecticidas orgánicos sintéticos por orden de aparición
- Insecticidas organoclorados. Ejemplos: DDT, clordano, dieldrin
- Insecticidas organofosforados. Ejemplos: malatión, temephos, chlorpyrifos
- Insecticidas carbamatos. Ejemplos: carbaryl, carbofuran, pirimicarb
- Insecticidas piretroides. Ejemplos: permetrina, cipermetrina, bifenthrin, cyalothrin, cyfluthrin
- Insecticidas neonicotinoides. Ejemplos: imidacloprid, thiamethoxam
- Insecticidas ryanoids. Ejemplos: chlorantraniliprole, cyantraniliprole, flubendiamide
- Avermectinas.
- IGR's. Insecticidas reguladores del crecimiento.

## Características ideales de un insecticida
1. Gran especificidad. El producto solo afecta al organismo al que daña, dejando indemnes al resto de seres vivos y al medio ambiente.
2. Baja toxicidad en humanos. El producto reviste un riesgo bajo tanto para sufrir intoxicaciones agudas como a exposiciones a bajas dosis. Y...
  1. Baja toxicidad para resto de fauna. Se contempla habitualmente su toxicidad para la  fauna dulciacuícola y la fauna polinizadora (abejas).
3. Baja dosis letal. El insecticida es efectivo con poca cantidad.
4. Bajo coste. El producto tiene que ser barato de bajo costo.
5. De característica latente El insecticida permanece en el lugar durante un período de tiempo suficiente para interactuar y matar a la población constituyente de plaga a combatir. Pero...
  1. No persistente ni acumulable. Debe degradarse sin producir subproductos tóxicos, es decir no ser persistente ni acumularse en los tejidos de los animales de la cadena trófica tras haber actuado.

Obviamente estas características raramente están presentes en un mismo producto.

## Áreas de utilización
Los insecticidas se utilizan en los siguientes ámbitos:
- agricultura
- ganadería
- construcción
- veterinaria
- medicina
- control de plagas

## Mecanismo de acción
Los insecticidas pueden hacer acción sobre uno o diferentes de los estados de desarrollo del artrópodo y se pueden considerar ovicidas, larvicidas y adulticidas respectivamente si eliminan los huevos, la larva o el adulto. La forma más habitual de funcionamiento es mediante la inhibición de enzimas vitales.
Los insecticidas pueden llegar hasta el lugar donde realizan la acción fisiológica en el insecto por varias vías:
- Por contacto, al depositarse el producto sobre el insecto y penetrar a través de la cutícula.
- Por ingestión, a través del tracto digestivo, al alimentarse de líquidos o sólidos que contienen el producto.
- Por respiración, desde el aire a través de la cutícula o la tráquea.

Estas vías pueden estar combinadas, es lo más habitual. Así tenemos:
- Insecticidas de ingestión, dentro de ellos destacan los insecticidas sistémicos.
- Insecticidas de contacto.
- Insecticidas combinados de ingestión y contacto.
- Insecticidas de respiración.

Muchos insecticidas modernos actúan por contacto y por ingestión. Al ser aplicados en una planta estos penetran hasta los tejidos conductores de la misma y se reparte a través de ellos por toda la planta. Son los llamados insecticidas sistémicos. De esta forma aunque el producto al aplicarse no alcance toda la planta, no cubra toda su superficie o no caiga sobre los parásitos, la planta se convierte en venenosa para la plaga de insectos coman de donde coman. Los insecticidas sistémicos producidos por plantas transgénicas se denominan protectores incorporados a la planta (PIP). Por ejemplo, se introdujo en el maíz y otras especies un gen que codifica una proteína biocida específica del Bacillus thuringiensis. La planta fabrica la proteína, que mata al insecto cuando la consume.
Los insecticidas no sistémicos matan bloqueando las vías respiratorias o envenenando.
La acción del insecticida sobre el organismo puede ser la muerte a corto o medio plazo. A veces, provoca que dejen de comer o impiden la metamorfosis del insecto que a más largo plazo implica la muerte.

## Efectos secundarios en el ser humano
Se ha demostrado que el contacto extendido del ser humano con insecticidas puede producir indigestión, dolores de cabeza, vómitos, manchas en la piel y dolor en los ojos. También puede ocasionar reacciones alérgicas.
Por sustancia tóxica o veneno se entiende cualquier sustancia química que produce efectos nocivos cuando penetra en el organismo humano. El uso abusivo de los insecticidas químicos puede traer muchas consecuencias negativas que afecta a las personas. Cuando una persona entra en contacto con un insecticida, que puede ser en una ocasión o en repetidas ocasiones,  se dice que se encuentra expuesta, el efecto que puede producirle dependerá del tiempo de exposición, la nocividad del insecticida y la cantidad, como forma por la que entra la sustancia en el organismo.

## Insecticida biológico
También denominados bioinsecticidas, son productos de origen natural o incluso organismos vivos que sirven también para el control de insectos. Se diferencian de los insecticidas sintéticos en su origen natural, son menos agresivos contra el medio ambiente, no suelen ser tóxicos para organismos superiores y plantas. También suelen ser más efectivos ya que evitan que los insectos desarrollen resistencia a los mismos, lo que suele ocurrir con los insecticidas químicos, en especial cuando se abusa de ellos.
La mayoría de los agentes de control biológico (también llamados BCA para "BioControl Agents)) ejercen su actividad mediante la manifestación de uno o varios de los siguientes modos de acción: competencia, parasitismo, antibiosis y resistencia inducida.
Los insecticidas biológicos pueden tener diferentes orígenes: 
- Insecticidas biológicos bacterianos
- Insecticidas biológicos víricos
- Insecticidas biológicos fúngicos

## Daño ambiental

### Efectos sobre especies no objetivo
Algunos insecticidas matan o dañan a otras criaturas además de las que están destinados a matar. Por ejemplo, las aves pueden envenenarse cuando comen alimentos que se rociaron recientemente con insecticidas o cuando confunden un gránulo de insecticida en el suelo con comida y se lo comen. El insecticida rociado puede desplazarse desde el área donde se aplica hasta las áreas de vida silvestre, especialmente cuando se rocía por vía aérea.

### DDT
El desarrollo del DDT fue motivado por el deseo de reemplazar alternativas más peligrosas o menos efectivas. El DDT se introdujo para reemplazar los compuestos a base de plomo y arsénico, que eran de uso generalizado a principios de la década de 1940.
El DDT llamó la atención del público por el libro de Rachel Carson Silent Spring. Un efecto secundario del DDT es reducir el grosor de las cáscaras de los huevos de las aves depredadoras. Las conchas a veces se vuelven demasiado delgadas para ser viables, lo que reduce las poblaciones de aves. Esto ocurre con el DDT y compuestos relacionados debido al proceso de bioacumulación, donde el químico, debido a su estabilidad y liposolubilidad, se acumula en los tejidos grasos de los organismos. Además, el DDT puede biomagnificar, lo que provoca concentraciones progresivamente más altas en la grasa corporal de los animales que se encuentran más arriba en la cadena alimenticia. La prohibición casi mundial del uso agrícola del DDT y productos químicos relacionados ha permitido que algunas de estas aves, como el halcón peregrino, se recuperen en los últimos años. Se ha prohibido la mayoría de los usos en todo el mundo de varios pesticidas organoclorados. A nivel mundial se controlan mediante el Convenio de Estocolmo sobre contaminantes orgánicos persistentes. Estos incluyen: aldrin, clordano, DDT, dieldrin, endrin, heptacloro, mirex y toxafeno.

### Escorrentía y percolación
Los cebos sólidos y los insecticidas líquidos, especialmente si se aplican incorrectamente en un lugar, se mueven con el flujo de agua. A menudo, esto sucede a través de fuentes no puntuales donde la escorrentía lleva insecticidas a cuerpos de agua más grandes. A medida que la nieve se derrite y la lluvia se mueve sobre y a través del suelo, el agua recoge los insecticidas aplicados y los deposita en cuerpos de agua más grandes, ríos, humedales, fuentes subterráneas de agua previamente potable y se filtra en las cuencas hidrográficas. Esta escorrentía y percolación de insecticidas puede afectar la calidad de las fuentes de agua, dañando la ecología natural y, por lo tanto, afectando indirectamente a las poblaciones humanas a través de la biomagnificación y la bioacumulación.

### Disminución de polinizadores
Los insecticidas pueden matar a las abejas y pueden ser una causa de disminución de polinizadores, la pérdida de abejas que polinizan plantas y desorden de colapso de colonias (CCD), en el que las abejas obreras de una colmena o una colonia de abejas melíferas occidentales desaparecen abruptamente. La pérdida de polinizadores significa una reducción en el rendimiento de la cosecha. Las dosis subletales de insecticidas (es decir, imidaclopridos y otros neonicotinoides) afectan el comportamiento de búsqueda de alimento de las abejas. Sin embargo, la investigación sobre las causas de CCD no fue concluyente en junio de 2007.

### Disminución de aves
Además de los efectos del consumo directo de insecticidas, las poblaciones de aves insectívoras disminuyen debido al colapso de las poblaciones de sus presas. Se cree que la fumigación de trigo y maíz, especialmente en Europa, ha causado una disminución del 80 por ciento en los insectos voladores, lo que a su vez ha reducido las poblaciones locales de aves entre uno y dos tercios.

## Alternativas
En lugar de usar insecticidas químicos para evitar daños en los cultivos causados por los insectos, ahora hay muchas opciones alternativas disponibles que pueden proteger a los agricultores de grandes pérdidas económicas. Algunas de ellas son:
1. Mejora de cultivos resistentes o, al menos, menos susceptibles a los ataques de plagas.[13]
2. Liberar depredadores, parasitoides o patógenos para controlar las poblaciones de plagas como una forma de control biológico.[14]
3. El control químico como la liberación de feromonas en el campo para confundir a los insectos para que no puedan encontrar pareja y reproducirse.[15]
4. Manejo integrado de plagas: utilizando múltiples técnicas en tándem para lograr resultados óptimos.[16]
5. Técnica de empujar-jalar: cultivo intercalado con un cultivo de "empuje" que repele la plaga y plantación de un cultivo de "jalón" en el límite que la atrae y la atrapa.[17]